# Cros Ciutat de Mataró
El Cros Ciutat de Mataró és una competició atlètica de camp a través internacional que es disputa anualment a la ciutat de Mataró. Fou creada l'any 1971 pel club d'atletisme Grup Gimnàstic Lluïsos i actualment és la cinquena prova de cros més antiga de Catalunya.
En categoria masculina, Vicente Egido Bolao és qui ha guanyat el cros més vegades amb 4 triomfs (1971-1973 i 1978), i, en categoria femenina, Carme Valero, el guanyà 5 vegades (1972-1974, 1976 i 1978). A partir dels mitjans dels anys noranta, la participació d'atletes africans (kenyans, magribins, etc.) donaren un gran nivell de competició a la cursa.